# 多治比高子
多治比 高子（たじひ の たかこ、延暦7年（788年） - 天長3年3月2日（826年4月12日））は、平安時代の嵯峨天皇の妃。官位は贈従一位。

## 生涯
大同元年（806年）に肥前介に任じられた従五位下多治比氏守の娘で、神野親王（後の嵯峨天皇）に寵愛され、嵯峨天皇即位後の大同4年（809年）に橘嘉智子（のちに皇后）とともに夫人となった。弘仁元年（810年）には従三位に叙せられている。
弘仁6年（815年）には妃となる。妃は内親王のみに許されていた后妃身分で、高子は臣下から妃になった珍しい例である。天長3年（826年）薨去。死後従一位を追贈された。嵯峨天皇との間に子女はいなかった。